# 美国导弹预警卫星
美国导弹预警卫星可以指：
- 国防支持计划
- 天基红外系统
- 下一代过顶持久红外